# Pseudominolia
Pseudominolia là một chi ốc biển, là động vật thân mềm chân bụng sống ở biển trong họ Trochidae, họ ốc đụn.

## Các loài
Các loài trong chi Pseudominolia gồm có:
- Pseudominolia articulata (Gould, 1861)
- Pseudominolia biangulosa (A. Adams, 1854)
- Pseudominolia climacota (Melvill, 1897)
- Pseudominolia gradata (G. B. Sowerby III, 1895)
- Pseudominolia musiva H. Nevill & G. Nevill, 1871
- Pseudominolia nedyma (Melvill, 1897)[2]
- Pseudominolia splendens (G.B. Sowerby, 1897)
- Pseudominolia tramieri Poppe, Tagaro & Dekker, 2006[3]

Đồng nghĩa
- Pseudominolia musiva (Gould, 1861): synonym of Conotalopia musiva (Gould, 1861)